# Cristiano Augusto di Schleswig-Holstein-Sonderburg-Augustenburg (1768-1810)
Carlo Augusto di Schleswig-Holstein-Sonderburg-Augustenburg (Augustenborg, 9 luglio 1768 – Kvidinge, 28 maggio 1810) era un principe danese e fu brevemente principe della corona di Svezia nel 1810, adottato dal re Carlo XIII, prima della sua morte improvvisa per ictus.
In precedenza, era stato un generale dell'esercito reale danese e governatore generale della Norvegia danese. Il suo nome, prima di assumere il titolo svedese nel 1810, era Cristiano Augusto di Schleswig-Holstein-Sonderburg-Augustenburg; Cristiano Augusto di Augustenborg nella forma breve.

## Famiglia
Nacque nel castello di Augustenborg nel luglio 1768, figlio del duca Federico Cristiano I di Schleswig-Holstein-Sonderburg-Augustenburg (1721–1794) e della principessa Carlotta Amalia Guglielmina di Schleswig-Holstein-Sonderburg-Plön (1744–1770). Ebbe come fratello maggiore il duca Federico Cristiano II di Schleswig-Holstein-Sonderburg-Augustenburg e fu quindi cognato della principessa Luisa Augusta di Danimarca e zio di Carolina Amalia di Schleswig-Holstein-Sonderburg-Augustenburg, regina consorte di Danimarca e del duca Cristiano di Schleswig-Holstein-Sonderburg-Augustenburg. Non contrasse matrimonio.

## Carriera in Danimarca e Norvegia
Studiò a Lipsia, e ritornò  in Danimarca nel 1785. Fu nominato tenente colonnello, e fu promosso a colonnello nel 1787 e a maggiore generale nel 1790. Dal 1797 fu di stanza in Austria, partecipando alla lotta contro Napoleone. Lasciò l'Austria quando il trattato di Lunéville pose fine alla seconda coalizione nel 1801. Nel 1803 Cristiano Augusto fu nominato comandante della fortezza di Fredriksten in Norvegia, assumendo l'incarico nel 1804.
Nel 1807 fu nuovamente coinvolto nelle guerre napoleoniche, questa volta alleato alle armate napoleoniche a causa dell'aggressione della Gran Bretagna alla Danimarca nella battaglia di Copenaghen. Allo scoppio della guerra danese-svedese (1808-1809), assunse il comando delle operazioni per l'esercito dano-norvegese in Norvegia, e fu una delle figure di spicco nella guerra. Vinse nella battaglia di Prestebakke e nella battaglia di Toverud, estromettendo le forze svedesi dalla Norvegia. Nel 1808 fu promosso feldmaresciallo, e nel 1809 divenne governatore generale di Norvegia.

## Svezia
Il 6 giugno 1809 il duca-reggente di Svezia fu proclamato re, dopo che l'assolutista Gustavo IV Adolfo era stato deposto. Il nuovo re Carlo XIII accettò la nuova costituzione liberale, che fu ratifica dal Riksdag degli Stati lo stesso giorno. Il nuovo re non era in alcun modo in grado di interferire con la rivoluzione liberale che lo aveva messo sul trono. La pace era quello che la nazione esausta ora richiedeva.
Carlo XIII era senza figli e fu costretto ad adottare un erede per assicurare la successione al trono. Georg Adlersparre, l'orchestratore principale del colpo di Stato del 1809, preferiva Federico VI di Danimarca come nuovo sovrano svedese, ma quando questi rifiutò, si rivolse alla Norvegia: cercò di persuadere Cristiano Augusto, prima attraverso il barone svedese C. H. Anckarsvärd. Anche se Cristiano Augusto non si presentò per incontrare personalmente Anckarsvärd, gradualmente accettò l'offerta di adozione. La sua lealtà al suo sovrano Federico VI, in ultima analisi, divenne un ostacolo minore. La scelta di Cristiano Augusto fu sostenuta da Carlo XIII nonché dai tre stati del Regno; il clero, la borghesia e i contadini. La nobiltà era più riluttante a causa dell'influenza dei cosiddetti Gustaviani (Gustavianerna), sostenitori del deposto re Gustavo IV Adolfo e di suo figlio, allora solo minorenne. La decisione di adottare Cristiano Augusto diventò definitiva il 15 luglio 1809. La sua grande popolarità in Norvegia era considerata un vantaggio per i piani svedesi per l'acquisizione di quel paese. Inoltre, egli aveva dimostrato il suo interesse per un riavvicinamento tra i due Paesi, evitando di invadere la Svezia durante la guerra di Finlandia contro la Russia.
Dopo la pace di Hamina tra Svezia e Russia, del 17 settembre 1809, che concludeva la guerra di Finlandia, la Svezia era pronta per l'inaugurazione di Cristiano Augusto. Egli finalmente lasciò la Norvegia per la Svezia il 7 gennaio 1810. Come principe della corona di Svezia, cambiò il suo nome in Carlo Augusto (svedese Karl August). Al suo arrivo fu fatto oggetto di numerose onorificenze, tra cui divenne, inaugurando questa denominazione, un membro onorario dell'Accademia reale svedese delle scienze il 18 aprile 1810.
Cristiano Augusto non visse abbastanza a lungo per avere un impatto storico in Svezia: morì improvvisamente il 28 maggio 1810, per una caduta da cavallo durante una pratica militare a Kvidinge. La sua autopsia confermò che era morto per un ictus. Alcune voci che si susseguivano riferivano che sarebbe stato avvelenato da Gustaviani: il conte maresciallo Axel von Fersen, fedele per tutta la vita al vecchio regime, fu apertamente accusato di aver ucciso Carlo Augusto, e fu per questo linciato il 20 giugno 1810 durante la sua processione funebre. Carlo Augusto fu sepolto nella chiesa di Riddarholmen, il luogo di sepoltura dei sovrani svedesi.

## Eredità e conseguenze
Un monumento a Carlo Augusto fu commissionato dal principe Federico d'Assia-Kassel e fu eretto nel 1810 nel parco reale di Bygdøy, vicino a Oslo. Prima della sua partenza da Oslo, si tenne una festa d'addio in suo onore, e un gruppo di cittadini ricchi formò la fondazione di beneficenza Prinds Christian Augusts Minde. Acquistò una grande casa di città che ancora oggi porta il suo nome. Una strada di Oslo, Kristian Augusts gate, gli fu intitolata nel 1852.
Il successore di Carlo Augusto come principe ereditario adottato, che fu accettato dal Riksdag degli Stati nel mese di agosto, era Jean-Baptiste Jules Bernadotte.

## Ascendenza
|                                                                       |                                                                   |                                                           | Genitori                                               |  |  | Nonni |  |  | Bisnonni                                                            |  |  | Trisnonni                                                        |  |
|                                                                       |                                                                   |                                                           |                                                        |  |  |       |  |  | 8. Federico Guglielmo di Schleswig-Holstein-Sonderburg-Augustenburg |  |  | 16. Ernest Gunther di Schleswig-Holstein-Sonderburg-Augustenburg |  |
|                                                                       |                                                                   |                                                           |                                                        |  |  |       |  |  | 8. Federico Guglielmo di Schleswig-Holstein-Sonderburg-Augustenburg |  |  | 16. Ernest Gunther di Schleswig-Holstein-Sonderburg-Augustenburg |  |
|                                                                       |                                                                   | 17. Augusta di Schleswig-Holstein-Sonderburg-Glücksburg   |                                                        |  |  |       |  |  | 8. Federico Guglielmo di Schleswig-Holstein-Sonderburg-Augustenburg |  |  |                                                                  |  |
| 4. Cristiano Augusto I di Schleswig-Holstein-Sonderburg-Augustenburg  |                                                                   |                                                           |                                                        |  |  |       |  |  | 8. Federico Guglielmo di Schleswig-Holstein-Sonderburg-Augustenburg |  |  |                                                                  |  |
|                                                                       |                                                                   | 9. Sofia Amalia von Ahlefeld                              | 18. Federico Ahlefeldt von Langeland                   |  |  |       |  |  |                                                                     |  |  |                                                                  |  |
|                                                                       |                                                                   | 9. Sofia Amalia von Ahlefeld                              | 18. Federico Ahlefeldt von Langeland                   |  |  |       |  |  |                                                                     |  |  |                                                                  |  |
|                                                                       |                                                                   | 9. Sofia Amalia von Ahlefeld                              | 19. Marie Elisabetta von Leiningen-Hartenburg-Dagsburg |  |  |       |  |  |                                                                     |  |  |                                                                  |  |
| 2. Federico Cristiano I di Schleswig-Holstein-Sonderburg-Augustenburg |                                                                   | 9. Sofia Amalia von Ahlefeld                              |                                                        |  |  |       |  |  |                                                                     |  |  |                                                                  |  |
|                                                                       |                                                                   | 10. Christian Gyldenlove di Danneskiold-Samsøe            | 20. Cristiano V di Danimarca                           |  |  |       |  |  |                                                                     |  |  |                                                                  |  |
|                                                                       |                                                                   | 10. Christian Gyldenlove di Danneskiold-Samsøe            | 20. Cristiano V di Danimarca                           |  |  |       |  |  |                                                                     |  |  |                                                                  |  |
|                                                                       |                                                                   | 10. Christian Gyldenlove di Danneskiold-Samsøe            | 21. Sofia Amalia Moth                                  |  |  |       |  |  |                                                                     |  |  |                                                                  |  |
| 5. Luisa Federica di Danneskiold-Samsøe                               |                                                                   | 10. Christian Gyldenlove di Danneskiold-Samsøe            |                                                        |  |  |       |  |  |                                                                     |  |  |                                                                  |  |
|                                                                       |                                                                   | 11. Carlotta Amalia von Danneskiold-Laurvig               | 22. Ulrico Federico Gyldenløve                         |  |  |       |  |  |                                                                     |  |  |                                                                  |  |
|                                                                       |                                                                   | 11. Carlotta Amalia von Danneskiold-Laurvig               | 22. Ulrico Federico Gyldenløve                         |  |  |       |  |  |                                                                     |  |  |                                                                  |  |
|                                                                       |                                                                   | 11. Carlotta Amalia von Danneskiold-Laurvig               | 23. Antonietta Augusta di Aldenburg                    |  |  |       |  |  |                                                                     |  |  |                                                                  |  |
| 1. Cristiano Augusto di Schleswig-Holstein-Sonderburg-Augustenburg    |                                                                   | 11. Carlotta Amalia von Danneskiold-Laurvig               |                                                        |  |  |       |  |  |                                                                     |  |  |                                                                  |  |
|                                                                       | 12. Cristiano Carlo di Schleswig-Holstein-Sonderburg-Plön-Norburg | 24. Augusto di Schleswig-Holstein-Sonderburg-Plön-Norburg |                                                        |  |  |       |  |  |                                                                     |  |  |                                                                  |  |
|                                                                       | 12. Cristiano Carlo di Schleswig-Holstein-Sonderburg-Plön-Norburg | 24. Augusto di Schleswig-Holstein-Sonderburg-Plön-Norburg |                                                        |  |  |       |  |  |                                                                     |  |  |                                                                  |  |
|                                                                       | 12. Cristiano Carlo di Schleswig-Holstein-Sonderburg-Plön-Norburg | 25. Elisabetta Carlotta di Anhalt-Harzgerode              |                                                        |  |  |       |  |  |                                                                     |  |  |                                                                  |  |
| 6. Federico Carlo di Schleswig-Holstein-Sonderburg-Plön               | 12. Cristiano Carlo di Schleswig-Holstein-Sonderburg-Plön-Norburg |                                                           |                                                        |  |  |       |  |  |                                                                     |  |  |                                                                  |  |
|                                                                       |                                                                   | 13. Dorotea Cristina von Aichelberg                       | 26. Giovanni Francesco von Aichelberg                  |  |  |       |  |  |                                                                     |  |  |                                                                  |  |
|                                                                       |                                                                   | 13. Dorotea Cristina von Aichelberg                       | 26. Giovanni Francesco von Aichelberg                  |  |  |       |  |  |                                                                     |  |  |                                                                  |  |
|                                                                       |                                                                   | 13. Dorotea Cristina von Aichelberg                       | 27. Ernestina Leopoldina von Khevenhüller              |  |  |       |  |  |                                                                     |  |  |                                                                  |  |
| 3. Carlotta Amalia Guglielmina di Schleswig-Holstein-Sonderburg-Plön  |                                                                   | 13. Dorotea Cristina von Aichelberg                       |                                                        |  |  |       |  |  |                                                                     |  |  |                                                                  |  |
|                                                                       |                                                                   | 14. Cristiano Detlev von Reventlow                        | 28. Corrado von Reventlow                              |  |  |       |  |  |                                                                     |  |  |                                                                  |  |
|                                                                       |                                                                   | 14. Cristiano Detlev von Reventlow                        | 28. Corrado von Reventlow                              |  |  |       |  |  |                                                                     |  |  |                                                                  |  |
|                                                                       |                                                                   | 14. Cristiano Detlev von Reventlow                        | 29. Anna Margherita Gabel                              |  |  |       |  |  |                                                                     |  |  |                                                                  |  |
| 7. Cristina Irmingarda von Reventlow                                  |                                                                   | 14. Cristiano Detlev von Reventlow                        |                                                        |  |  |       |  |  |                                                                     |  |  |                                                                  |  |
|                                                                       |                                                                   | 15. Benedetta Margherita von Brockdorff                   | 30. Cai Brockdorff                                     |  |  |       |  |  |                                                                     |  |  |                                                                  |  |
|                                                                       |                                                                   | 15. Benedetta Margherita von Brockdorff                   | 30. Cai Brockdorff                                     |  |  |       |  |  |                                                                     |  |  |                                                                  |  |
|                                                                       |                                                                   | 15. Benedetta Margherita von Brockdorff                   | 31. Edvige Ranzau                                      |  |  |       |  |  |                                                                     |  |  |                                                                  |  |
|                                                                       |                                                                   | 15. Benedetta Margherita von Brockdorff                   |                                                        |  |  |       |  |  |                                                                     |  |  |                                                                  |  |